# Мартін Шлоссар
Мартін Шлоссар (словац. Martin Schlossár, 24 липня 1998) — словацький футболіст, півзахисник клубу «Слован» (Братислава).

## Клубна кар'єра
Вихованець клубів «Банік» (Пр'євідза) та «Опава», після яких 2018 року приєднався до академії «Слована». З 2019 року став залучатись до матчів резервної команди, що грала у Другій лізі. 
14 травня 2022 року дебютував за основну команду «Слована», вийшовши на заміну на 82-й хвилині замість Алена Мустафича у матчі чемпіонату проти клубу «Середь» (3:0). За підсумку того сезону виграв з командою національний чемпіонат, втім той матч так і залишився єдиним для гравця у тому розіграші.

## Досягнення
- Чемпіон Словаччини: 2021/22